# François de Meyronnes
François de Meyronnes, född 1285 i Meyronnes, död 1327 i Piacenza, var en fransk skolastisk filosof och teolog.

## Biografi
François studerade i Paris under Johannes Duns Scotus och föreläste om Petrus Lombardus Senteser. Han utgav år 1322 en kommentar till detta verk.